# Annabel
Annabel es una banda Indie Rock proveniente de Ohio, Estados Unidos, formada a mediados del 2005. Su primer álbum fue "Each and Everyone", lanzado el 2009 por el sello discográfico Count Your Lucky Stars. Más tarde, grabarían su primer EP "Here We Are Tomorrow", lanzado por Tiny Engines, en el 2010. En el 2011, la banda lanza también su primer Split en conjunto con Empire! Empire! (I Was a Lonely Estate), Joie de Vivre y The Reptilian titulado "Annabel/Empire! Empire! (I Was a Lonely Estate)/Joie De Vivre/The Reptilian 4-Way", lanzado por Count Your Lucky Stars. Actualmente, la banda esta de gira promocionando su disco y después de terminar, entrarían al estudio de nuevo a grabar un nuevo material.

## Sonido
La música de "Annabel" puede ser descrita como "Indie Pop" o "Emo" por la energía caracterizada por el Punk y combinar elementos del Shoegaze con el Indie Rock.
Es un fraude

## Miembros
- Ben Hendricks (Voz/Guitarra)
- Andy Hendricks (Batería/Voz)
- Scott Moses (Bajo)
- Corey Willis (Guitarra)

## Discografía
- "Each and Everyone"[2] (Count Your Lucky Stars Records, 2009)
- "Here We Are Tomorrow EP"[3] (Tiny Engines, 2010)
- "Annabel/Empire! Empire! (I Was a Lonely Estate)/Joie De Vivre/The Reptilian 4-Way Split"[4] (Count Your Lucky Stars Records, 2011)
- "Youth in Youth"[5] (Count Your Lucky Stars Records, 2012)